# Toekiman Wongsodikromo
Toekiman Wongsodikromo was een Surinaams geestelijke en politicus. Hij was predikant van de Evangelische Broedergemeente Suriname en diende in 1980 als minister van Sociale Zaken in het Kabinet Chin A Sen I.

## Biografie
Toekiman Wongsodikromo studeerde begin jaren 1960 theologie en studeerde af als doctorandus (soort master). Hij was begin jaren 1970 een van de twee Indonesische predikanten van de Evangelische Broedergemeente Suriname.
In aanloop naar de verkiezingen van 1977 werd hij benoemd tot lid van het Onafhankelijk Kiesbureau. In 1978 maakte hij deel uit van de sociaal-educatieve werkgroep, met een Surinaamse en Nederlandse delegatie, die overleg voerde over projecten van de ministeries van Onderwijs en Volksgezondheid.
Op 15 maart 1980 trad hij als minister van Sociale Zaken toe tot het Kabinet Chin A Sen I. Dit was het eerste kabinet dat tijdens het militaire bewind werd geïnstalleerd. Hij verliet het kabinet op 20 juni 1980 na een zuiveringsactie. De officiële reden was volgens premier Henk Chin A Sen "omdat een kabinet van negentien man niet slagvaardig kan zijn." Zijn vertrek gebeurde tegelijk met dat van Enrico Abrahams en Armand Zunder. André Kamperveen, onderminister voor Sportzaken, nam zijn taken ad interim waar in de functie van onderminister tot het eind van de kabinetsperiode op 15 augustus 1980.
Op 10 december 1986 kwam Wongsodikromo de EBGS te ontvallen. Media berichtten dat zendingsvoorzitter S.T. Mingoen de taak had gekregen om in zijn spoor verder te gaan.